# 5,5′,7,7′-Tetrabromindigo
5,5′,7,7′-Tetrabromindigo, systematische Bezeichnung nach Colour Index Vat Blue 5, ist eine chemische Verbindung aus der Gruppe der Küpenfarbstoffe und ein Derivat von Indigo.

## Darstellung und Gewinnung
5,5′,7,7′-Tetrabromindigo kann durch Bromierung von Indigo in Thionylchlorid, Nitrobenzol oder Eisessig als Reaktionsmedium dargestellt werden.